# Plebejus metallica-casaicus
Plebejus metallica-casaicus är en fjärilsart som beskrevs av Tutt. Plebejus metallica-casaicus ingår i släktet Plebejus och familjen juvelvingar. Inga underarter finns listade i Catalogue of Life.